# Pravi cvrčci
Cvrčci (Cicadidae) su porodica kukaca karakterističnih po cvrčanju mužjaka (po čemu su nazvani).

## Izgled
Tijelo im je zdepasto, zaštitne boje tijela, teško ih se može zapaziti. Prednja su im krila dulja od stražnjih. Glava im je kratka, ticala kratka, čelo istaknuto. Usta su im podešena za bodenje i sisanje. Mužjaci imaju na prvom kolutiću zatka cvrčalo kojim ispuštaju ritmičke, prodorne zvukove, posebno za vrućih popodnevnih sati. Na temperaturi ispod 25 °C, nemaju dovoljno energije za cvrčanje.

## Prehrana
Hrane se biljnim sokovima.

## Ličinke
Ženka čvrstom kratkom leglicom polaže jaja u koru niskih drvenastih biljaka. Izležene ličinke padaju na tlo, zakapaju se lopatastim nogama u zemlju, gdje na dubini od 30 cm do 2.5 m kopaju tunele i sišu korijenje. Razvoj većine vrsta cvrčaka traje od dvije do pet godina. Ličinka sjevernoameričke vrste sedamnaestogodišnji cvrčak (Magicicada septemdecim) se razvija čak sedamnaest godina. Faza kukuljenja im je kratka. Ličinka izlazi iz zemlje, penje se do biljke i mirno čeka pucanje skrućene kože i odrasli cvrčak lagano izlazi iz stare kože. Prije nego odleti, mladi cvrčak ostaje u staroj koži oko tri sata kako bi mu se krila potpuno otvorila i osušila na suncu.

## Rasprostranjenost
Nastanjuju područje oko Sredozemnog mora, sjeverno do Beča. Žive u vrtovima, parkovima, šumama crnog bora.

## Vrste
Najpoznatije vrste u Hrvatskoj su: manin cvrčak (Cicada orni), obični cvrčak (Lyristes plebejus), veliki cvrčak (Cicada plebeja), vinogradski cvrčak (Tibicen haematides), Cicadetta dimissa.